# Paderborner Elektrizitätswerke und Straßenbahn AG

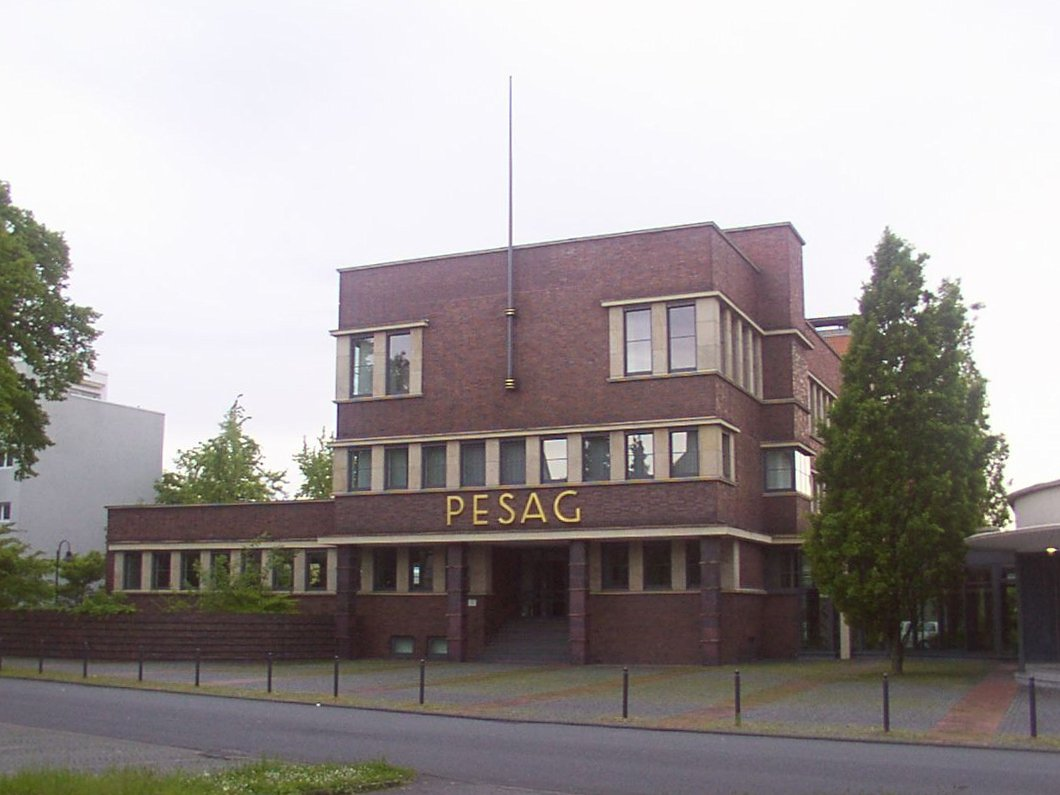
PESAG-Verwaltungsgebäude in Paderborn

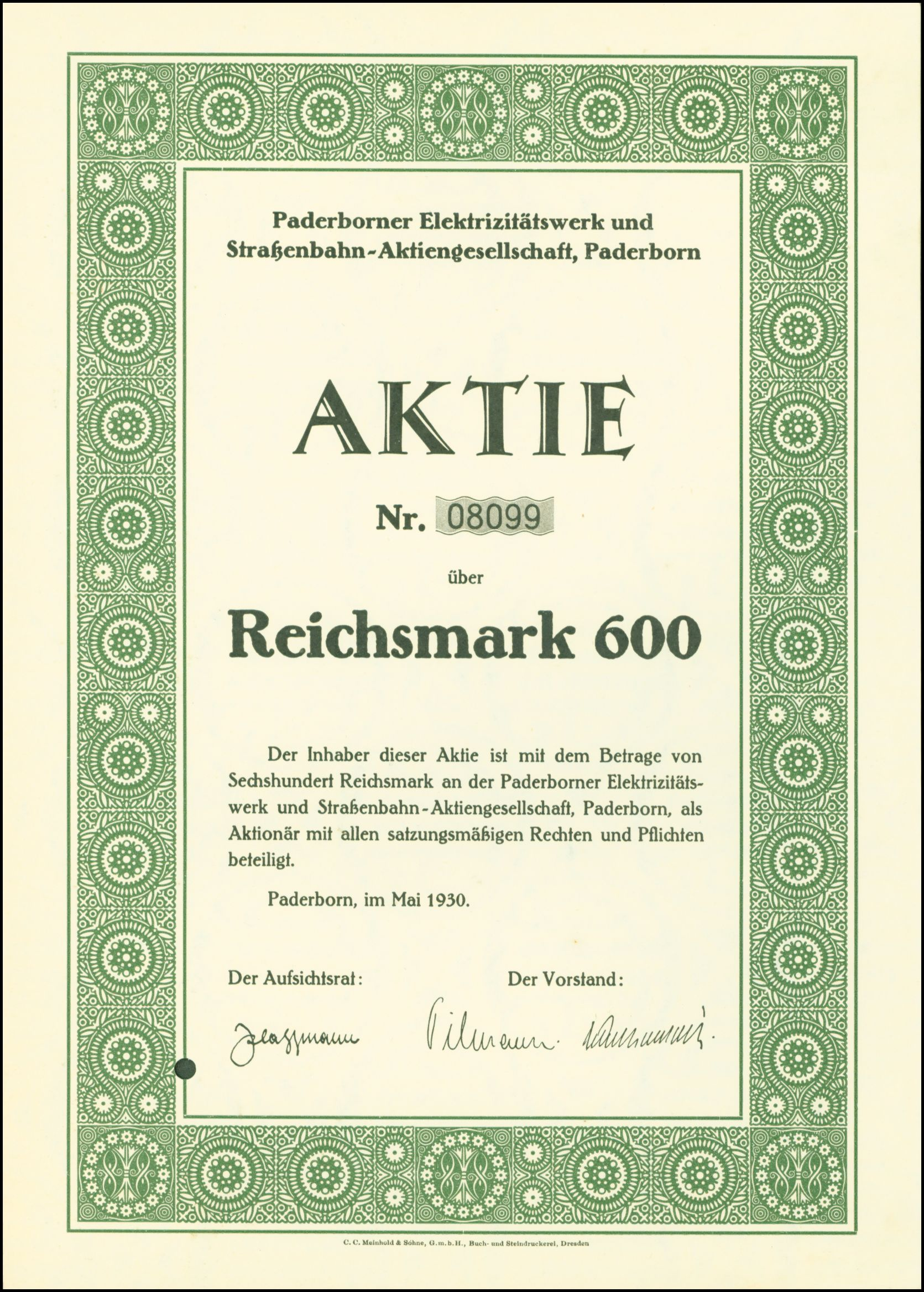
Aktie über 600 RM der Paderborner Elektrizitätswerk und Straßenbahn-AG vom Mai 1930

Die Paderborner Elektrizitätswerke und Straßenbahn AG (PESAG) war ein Energieversorgungs- und Nahverkehrs-Unternehmen im Raum Paderborn–Blomberg–Detmold in Nordrhein-Westfalen. Die Gesellschaft wurde am 9. Januar 1909 unter Beteiligung der Stadt Paderborn mit einem Aktienkapital von 1.200.000 Mark gegründet und ging Mitte 2003 im Rahmen einer Fusion in der E.ON Westfalen Weser auf.

## Betriebsteile

### Energieversorgung
Mitte 2003 fusionierten die drei Regionalversorger Elektrizitätswerk Minden-Ravensberg (EMR Herford), PESAG (Paderborn) und Elektrizitätswerk Wesertal (Hameln). Aufnehmender Rechtsträger war die PESAG Aktiengesellschaft (HRB 6, AG Paderborn), die zur E.ON Westfalen Weser AG umfirmiert wurde. E.ON war an den einzelnen Versorgern bereits zuvor als Gesellschafter beteiligt.

### Nahverkehr

#### Straßenbahnen und Überlandstraßenbahnen
Nach der Gründung 1909 wurde die Paderborner Straßenbahn und Überlandstraßenbahn für 900.000 Mark an die PESAG übertragen. Nachdem das Netz auf 800 Volt umgestellt war, kam es am 1. Dezember 1910 zur ersten Verlängerung des Netzes unter PESAG-Regie. Es wurde eine drei Kilometer lange Strecke zwischen Hauptbahnhof, Rathaus und Nordbahnhof in Betrieb genommen. Durch das Verhandlungsgeschick des Direktors Wilhelm August von Tippelskirch weitete die PESAG ihr Netz schnell ins Umland aus.
- 8. April 1911: Paderborn – Marienloh – Bad Lippspringe – Schlangen
- 31. März 1912: Schlangen – Kohlstädt – Externsteine – Horn
- 1. März 1913: Paderborn, Bahnhof – Elsen

Während des Ersten Weltkrieges kaufte die Gesellschaft alle Aktien der Lippischen Elektrizitätswerke AG (LEAG) auf, die das Detmolder Straßenbahnnetz betrieb. Die offizielle Übernahme fand am 1. Juli 1922 statt. Kriegsbedingt stockte der Weiterbau bis 1920. Gleichzeitig stieg die Zahl der beförderten Fahrgäste aufgrund des Truppenübungsplatzes in Senne von 578.000 (1911) auf 1.160.000 (1917). Nachdem 1922 die LEAG übernommen war, ging der Ausbau des Überlandnetzes weiter.
- 23. Juli 1924: Horn – Bad Meinberg, Kurpark
- 11. September 1926: Bad Meinberg – Blomberg, Molkerei
- 30. November 1926: Blomberg, Molkerei – Blomberg, Markt

In Horn traf die Bahn auf die 1920 eröffnete Strecke aus Detmold. Damit entstand eine durchgehende Überlandstraßenbahn von Paderborn nach Detmold. Die beiden Netze wurden dann weiter verknüpft, 1932 befuhr die PESAG auf einem 79,6 Kilometer langen Netz insgesamt zwölf Straßenbahnlinien mit einer Linienlänge von 127,9 Kilometern. Dabei verkehrten die Linien im Umfeld von Paderborn alle 30 Minuten und die Überlandlinien alle 60 Minuten. Ein geplanter Streckenneubau Paderborn – Salzkotten wurde nicht ausgeführt.
Bereits am 13. Februar 1936 wurde die Strecke Bad Meinberg – Blomberg auf Omnibusse umgestellt. Nachdem die Externsteine als „Völkische Gedenkstätte“ ausgewiesen wurden, sollte die Straßenbahn zunächst auch hier durch einen Omnibus ersetzt werden. Da die Reichsstraße 1 jedoch verlegt wurde, konnte die Bahn auf einem eigenen Gleiskörper neben der Straße erhalten bleiben. Bereits im Jahr 1939 gab es Pläne, den Straßenbahnbetrieb vollständig auf Omnibusse umzustellen. Der Zweite Weltkrieg verhinderte dies zunächst.
1951 fasste die PESAG den Entschluss, sich nach und nach vollkommen aus der Fläche zurückzuziehen. Der Wagenpark und die Bahnanlagen waren veraltet und hätten einer  Erneuerung bedürft. Eine derartige Investition scheute die PESAG aber – vor allen Dingen, weil der Individualverkehr besonders auf dem Land der Bahn immer mehr Fahrgäste wegnahm. Sodann wurde die Bahn, die größtenteils neben den Bundesstraßen verlief, immer mehr zu einem Verkehrshindernis für den steigenden Autoverkehr. Es kam zu etlichen Unfällen. Die "Autolobby" verlangte, die Schienen weiter von der Straße entfernt zu verlegen – enorme Kosten, die die PESAG nicht bereit war zu tragen.
Als erste Strecke wurde am 3. September 1951 die Verbindung von Horn nach Bad Meinberg stillgelegt; es folgte am 17. März 1953 Horn–Schlangen über das Eggegebirge. Damit war die Bahn wieder in ein Detmolder und ein Paderborner Netz getrennt.
Die PESAG verkaufte die Rechte an den Bahnbus und die Kraftpost. 1958 wurde die Strecke nach Elsen, 1959 die nach Schlangen stillgelegt. Die noch verbliebene Strecke von Paderborn Hauptbahnhof nach Sennelager folgte in mehreren Abschnitten Anfang der 1960er Jahre bis zum 27. September 1963.

#### Schwerer Unfall 1946
Am 10. Dezember 1946 ereignete sich das wohl schwerste Unglück bei der PESAG. Vor der Einfahrt nach Bad Meinberg hatte die Straßenbahn eine Zwangshaltestelle, weil dort eine Gefällestrecke und eine scharfe Kurve zu durchfahren war. An diesem Tag hatte der Fahrer der Bahn bereits nachmittags auf Schwierigkeiten mit der Bremse hingewiesen, die jedoch nicht erkannt und behoben werden konnten. So konnte die Zwangshaltestelle nicht eingehalten werden. Die Bahn fuhr mit wesentlich überhöhtem Tempo nach Bad Meinberg hinunter, entgleiste, fuhr ungebremst über die Straße und prallte gegen eine etwa einen Meter starke Kastanie und zerschellte. Dieser Unfall forderte vier Tote, 15 Schwer- und 30 Leichtverletzte.

#### Busbetriebe
Bereits 1925 wurde ein Omnibusbetrieb unter Beteiligung der PESAG gegründet, die Kraftverkehrs-AG Wittekind. Diese Gesellschaft betrieb ab 1926 die Buslinien Paderborn – Fürstenberg – Wünnenberg und Paderborn – Hakenberg. 1932/1933 erwarb die PESAG alle Aktien und Linienkonzessionen, die Kraftverkehrs-AG Wittekind wurde aufgelöst. Ab den 1950er Jahren wurde das gesamte Straßenbahnnetz abschnittweise durch Busse ersetzt. 1961 kam der erste Gelenkbus zum Einsatz. Eine Erweiterung des Liniennetzes erfolgte 1972/1974 durch den Anschluss von Marienloh, Wewer und Borchen.
1979 wurde die Paderborner Elektrizitätswerk und Straßenbahn AG in PESAG Aktiengesellschaft umbenannt, wohl um klarzumachen, dass das Unternehmen nicht mehr vorhatte, nochmals eine Straßenbahn zu betreiben. Im Jahre 2000 wurde der Geschäftsbereich Verkehr der PESAG in „PaderSprinter“ umbenannt. Er wird heute als Geschäftsbereich der Paderborner Kommunalbetriebe betrieben. PaderSprinter betreibt den öffentlichen Stadtbusverkehr in Paderborn. Der Überlandbusverkehr wurde an Post und Bahn abgegeben. Heute betreibt die Bahnbus Hochstift (BBH) das Regionalbusnetz.

## Medien
- Video Lippe ... wie es früher war, Blume-Video-Edition, Detmold –  mit Filmszenen von Straßenbahnen in Detmold und Horn
- Video Durch das schöne Westfalen, Landschaftsverband Westfalen-Lippe, Münster 2004 – zeigt die Durchfahrt einer Straßenbahn durch die Externsteine